# Le Dit d'Aka
Le Dit d'Aka (titre original : The Telling) est un roman de science-fiction, publié en 2000, écrit par Ursula K. Le Guin. Il a remporté le prix Locus du meilleur roman de science-fiction en 2001.
Il fait partie du Cycle de l'Ékumen.
C'est un récit principalement centré sur l'anthropologie, les traditions de narration (notamment orales, mais aussi écrites), la religion (en particulier le taoïsme, comme dans l'ensemble de l'œuvre de Le Guin) et la politique : il décrit la résistance à un gouvernement totalitaire semblable à la Chine sous contrôle communiste parce qu'il impose une croissance à marche forcée, comme le Grand Bond en avant, et mène une répression culturelle et religieuse, comme lors de la révolution culturelle.

## Résumé
Ce roman raconte l'histoire de Sutty, une historienne terrienne envoyée en tant qu'observatrice de l'Ékumen sur la planète Aka, chargée d'un rapport sur la langue et la littérature autochtones, et son implication dans la résistance populaire d'une minorité rurale qui maintient l'ancienne tradition du récit (« le Dit ») contre l'oppression et la tentative d'oblitération culturelle et religieuse totale perpétrées par un gouvernement corporatiste, athée et techno-scientiste.

## Analyse critique

### Thèmes
Le Dit d'Aka est un récit centré sur la religion, la politique, l'art et les traditions du récit, ainsi que la valeur de la mémoire collective historique pour l'utopie et la réconciliation.
L'écriture est typique de l'approche anthropologique de l'œuvre de Le Guin : la protagoniste est une observatrice extérieure en immersion au sein de civilisations fortement contrastées.

### Analogie historique
Ursula Le Guin a construit son récit comme un parallèle avec l'histoire chinoise au cours du Grand Bond en avant et en rapport avec sa révolution culturelle et la répression du taoïsme,. La pratique du récit et les croyances observées par la protagoniste sur Aka sont explicitement comparées au bouddhisme et au taoïsme, et la répression de ce système de spiritualité (et non de religion d'après la protagoniste,contrairement à ce qu'affirme le gouvernement local) fait écho aux actions du gouvernement chinois à l'encontre des pratiques religieuses ; par le biais de la protagoniste, Le Guin critique explicitement cette violence gouvernementale en la qualifiant de « terrorisme séculier ».
Selon Marek Oziewicz, Le Dit d'Aka peut également être lu comme « la réponse pleine d'espoir de Le Guin à la situation critique du Tibet sous l'occupation chinoise ».

## Distinctions
Le Dit d'Aka a obtenu le prix Locus du meilleur roman de science-fiction 2001.

## Éditions
- The Telling, Harcourt, 11 septembre 2000, 264 p.  (ISBN 0-15-100567-2)
- Le Dit d'Aka, in Le Dit d'Aka suivi de Le Nom du monde est forêt, Robert Laffont, coll. « Ailleurs et Demain », octobre 2000, trad. Pierre-Paul Durastanti, 384 p.  (ISBN 2-221-09135-3)
- Le Dit d'Aka, in Le Dit d'Aka suivi de Le Nom du monde est forêt, Le Livre de poche, coll. « SF » no 7275, 15 juin 2005, trad. Pierre-Paul Durastanti, 544 p.  (ISBN 2-253-11092-2)